# Eudaphisia longicornis
Eudaphisia longicornis är en skalbaggsart som först beskrevs av Maurice Pic 1926.  Eudaphisia longicornis ingår i släktet Eudaphisia och familjen långhorningar. Inga underarter finns listade i Catalogue of Life.